# گانسکی-وانسوشه
گانسکی-وانسوشه (به لهستانی:  Gąski-Wąsosze) یک روستا در لهستان است که در گمینا کژنووووگا ماوا واقع شده‌است.
 گانسکی-وانسوشه  ۸۰ نفر جمعیت دارد.